# Jayalalithaa
Jayalalithaa Jayaram (en tamoul : ஜெயலலிதா ஜெயராம் ; en canarais : ಜಯಲಲಿತಾ ಜಯರಾಮ್), généralement appelée Jayalalithaa (ஜெயலலிதா), née le 24 février 1948 à Melukote (en) dans le Mysore (l'actuel Karnataka) et morte le 5 décembre 2016 à Madras (Tamil Nadu), est une femme politique indienne. 
Tout d'abord actrice de cinéma, elle se produit dans plus de 140 films en langues tamoul, kannada et télougou. Elle entre en politique en 1982 au sein de l'AIADMK, parti dont elle prend la tête après la mort de M.G. Ramachandran. Elle est plusieurs fois ministre en chef du Tamil Nadu (de 1991 à 1996, de 2001 à 2006, de 2011 à 2014 puis de 2015 à 2016), alternant succès et défaites électorales ainsi que plusieurs procès pour des affaires de corruption. Elle meurt en fonction, touchée par une crise cardiaque, quelques mois après avoir remporté les élections de mai 2016.
Ses partisans se réfèrent souvent à elle en l'appelant « Amma » (« mère ») voire « Puratchi Thalaivi » (« leader révolutionnaire »).

## Biographie

### Jeunesse
Jayalalithaa est née le 24 février 1948 à Melukote dans l'État de Mysore (aujourd'hui Karnataka), et était prénommée Komalavalli dans son enfance. Sa famille est issue de la communauté tamoulophone des Iyengars dit Mandyam, et son grand-père était chirurgien au service du Royaume de Mysore,.
Le père de Jayalalithaa meurt alors qu'elle a deux ans. Sa mère déménage alors à Bangalore, chez ses parents, puis débute ensuite une carrière d'actrice dans le cinéma tamoul à Madras, sous le nom de scène de Sandhya. À Bangalore, Jayalalithaa va à la Bishop Cotton Girls' School puis, à Chennai, à la Sacred Heart Matriculation School. 
Jayalalithaa parle anglais, hindi, kannada, malayalam, tamoul et télougou.

### Carrière cinématographique
La mère de Jayalalithaa la persuade de travailler dans des films alors qu'elle a 15 ans et est toujours à l'école à la condition qu'elle ne rate pas de cours. Jayalalithaa tourne ainsi en 1961 dans le film anglophone Epistle. Elle fait ses débuts à Sandalwood en 1964 dans le film Chinnada Gombe et dans le cinéma tamoul en 1965 dans Vennira Aadai de C. V. Sridhar. L'année suivante elle tourne en télougou dans Manushulu Mamathalu. C'est la première héroïne à apparaitre en jupe dans le cinéma tamoul.
En 1972, elle reçoit un Filmfare Award de meilleure actrice pour son rôle dans Pattikada Pattanama avec Sivaji Ganesan. Elle reçoit encore deux fois cette récompense pour ses rôles dans Chandradhoyam, en tamoul, et Sri Krishna Satya, en télougou. Elle tourne de nouveau avec Ganesan dans Galatta Kalyanam et Deiva Magan, ce dernier étant le premier film tamoul soumis par l'Inde aux Oscars.

### Carrière politique
Jayalalithaa rejoint l'AIADMK en 1982. Ce parti a été fondé par M.G. Ramachandran, lui-même ancien acteur, et il serait à l'origine de l'entrée de Jayalalithaa en politique même si cette information est niée par l'intéressée,.
En 1983, elle devient secrétaire à la propagande du parti et candidate à l'élection partielle pour la circonscription de Thiruchendur. Ramachandran souhaite qu'elle soit membre de la Rajya Sabha en raison de sa pratique de l'anglais et elle y est élue de 1984 à 1989.
En 1984, alors que Ramachandran subit une crise cardiaque, Jayalalithaa aurait tenté de devenir ministre en chef. Elle conduit les élections nationales de 1984 pour l'AIADMK, alors allié au Congrès.
Ramachandran meurt en 1987 et deux factions se font face à l'AIADMK, l'un soutenant Jayalalithaa et l'autre sa veuve Janaki Ramachandran. Cette dernière l'emporte et devient ministre en chef le 7 janvier 1988 mais Rajiv Gandhi impose le President's rule sur le gouvernement de l'État.
Jayalalithaa conduit la campagne qui suit, en 1989, en se réclamant de l'héritage de Ramachandran,. Elle est élue députée de Bodinayakkanur et devient chef de l'opposition à la Vidhan Sabha. En février 1989, les deux factions de l'AIADMK se réunifient sous la direction de Jayalalithaa.
En 1991, Rajiv Gandhi est assassiné quelques jours avant l'élection et l'alliance de l'AIADMK avec le Congrès lui permet de bénéficier de la vague de sympathie : la coalition AIADMK-Congrès remporte 225 sièges sur 234 à la Vidhan Sabha du Tamil Nadu et l'ensemble des 40 sièges de l'État à la Lok Sabha. Jayalalithaa est alors la première femme à devenir ministre en chef du Tamil Nadu à la suite d'une élection,. 
Elle vit pendant plusieurs années avec une femme, sans que la nature de leur relation ne soit précisée.
En 1995, le mariage de son fils adoptif Sudhakaran avec la petite-fille de l'acteur Sivaji Ganesan est diffusé sur écrans géants à Chennai et visionné par plus de 150 000 personnes,,.
En 1996, l'AIADMK est lourdement battu et Jayalalithaa est elle-même défaite dans sa circonscription, alors que son gouvernement est accusé de corruption.
Jayalalithaa se voit interdite de participation aux élections de 2001 en raison de sa condamnation à cinq ans de prison pour avoir détourné des biens appartenant à l'agence gouvernementale Tamil Nadu Small Industries Corporation Limited (TANSI). Elle avait fait appel de cette sentence, mais l'affaire n'a pas encore été résolue au moment de la désignation officielle des candidats, ce qui motive le refus de la commission électorale. Malgré cette situation, l'AIADMK remporte la majorité, et Jayalalithaa est à nouveau nommée ministre en chef du Tamil Nadu en tant que membre non-élue de l'assemblée de l'État le 14 mai 2001.

Jayalaithaa et Hillary Clinton en 2011.

Lors des élections de 2001, Jayalalithaa est sous le coup d'une interdiction de se présenter décidée par la Cour suprême en raison d'une condamnation criminelle. C'est le ministre AIADMK O. Panneerselvam qui devient ministre en chef mais son gouvernement est accusé d'être une marionnette de Jayalalithaa,. Acquittée de plusieurs accusations par la Haute Cour de Madras, Jayalalithaa redevient ministre en chef en mars 2002.
Après avoir perdu les élections de 2006, l'AIADMK revient au pouvoir en 2011 et Jayalalithaa redevient ministre en chef pour la quatrième fois.
Le 27 septembre 2014, elle a été jugée et condamnée à 4 ans de prison pour corruption et fraude fiscale mais est acquittée en appel le 11 mai 2015.